# День кино (Иран)
День кино (перс. روز سینما) — иранский праздник, отмечающийся 12 сентября (21 шахривара по иранскому календарю).

## История праздника
12 сентября 2000 года проходил четвёртый фестиваль иранского кино. Так совпало, что в этом же году праздновалось столетие существования иранского кино. Соответственно, главной темой фестиваля стала история иранского кино. Спустя несколько месяцев 12 сентября вошло в официальный иранский календарь праздников и памятных дней как «Национальный день кино».

## Иранское кино
Иранское кино берет свое начало в 1900 году. В этом году официальный фотограф Мозафереддин-шаха, известный под псевдонимом Мирза Эбрахим-хан, во время визита шаха в Европу приобрел камеру «Гомон». Мирза Эбрахим-хан всюду следовал за шахом во время его путешествий и смог снять фестиваль цветов в Остенде, шахских львов в зоопарке Фарахабад, а также церемонию Ашуры в Тегеране. Эти три работы считаются первыми фильмами иранского кинематографа. К сожалению, они были утрачены.
Первый иранский звуковой фильм был снят в Бомбее в 1933 году, он получил название «Девушка-лурка». Этот фильм также стал первой персоязычной кинолентой в истории мирового кино. Режиссёр Абдольхоссейн Сепанта (1907-1969) сам написал сценарий и исполнил главную роль. В Иране фильм получил оглушительный успех, в том числе и коммерческий, навсегда вошёл в анналы истории иранского кино и даже до сих пор иногда демонстрируется на специальных показах и фестивалях.
Пиком развития современного иранского кино считается фильм «Коммивояжер» с Шахабом Хоссейни и Таране Алидусти в главных ролях. Режиссёром, автором сценария, а также продюсером выступил Асгар Фархади, также известный по таким фильмам, как «Прошлое», «О Элли» и «Развод Надера и Симин». Фильм «Развод Надера и Симин» стал первым фильмом в истории иранского кинематографа, получившим престижную кинопремию «Оскар». В 2017 году он стал лауреатом премии как лучший фильм на иностранном языке . Известен интересный факт: режиссёр Асгар Фархади был занят съемками фильма с Пенелопой Крус в Испании, но ему настолько понравилась идея и сценарий фильма «Коммивояжер», что он немедленно прервал съемки и вернулся в Тегеран, чтобы начать работу над новым фильмом.